# Răzvan Lucescu
Răzvan Lucescu (ur. 17 lutego 1969 w Bukareszcie) – rumuński trener piłkarski i piłkarz, występujący na pozycji bramkarza.
Jest synem byłego piłkarza i trenera Mircei Lucescu.

## Kariera piłkarska
Jest wychowankiem Sportulu Studențesc, w którym łącznie występował przez dziewięć lat. Miejsce w pierwszej jedenastce tego klubu wywalczył dopiero w drugiej połowie lat 90., a dobre występy w ekstraklasie w sezonie 1995–1996 zaowocowały transferem do Naționalu Bukareszt, z którym następnie zdobył wicemistrzostwo kraju.
Przez dwa sezony grał również w Rapidzie Bukareszt, gdzie w wieku 34 lat zakończył piłkarską karierę. Miało to miejsce niedługo po tym, jak klub wywalczył pierwszy od czterech lat tytuł mistrza Rumunii. Lucescu w tym sezonie zagrał tylko w jednym meczu; był rezerwowym dla Emiliana Dolhy.
Nigdy nie wystąpił w reprezentacji Rumunii.

## Kariera szkoleniowa

### 2003–2009: FC Brașov i Rapid Bukareszt
Pracę szkoleniową zaczynał w FC Brașov. Na koniec rozgrywek 2003–2004 zajął z nim jedenastce miejsce w tabeli Ligi I, gwarantujące bezpieczne pozostanie w lidze.
W 2004 został trenerem Rapidu Bukareszt, który w tym samym sezonie doprowadził do trzeciej pozycji w lidze, dając się wyprzedzić tylko Steaui i Dinamu. Mimo nie do końca satysfakcjonującego wyniku, Lucescu utrzymał posadę i już w kolejnych rozgrywkach osiągnął z Rapidem znacznie więcej. Zespół dotarł wówczas do ćwierćfinału Pucharu UEFA, notując tym samym najlepszy wynik w historii występów w europejskich pucharach. Został wyeliminowany przez inny klub z Rumunii, Steauę Bukareszt (0:0 i 1:1). Wcześniej pokonał m.in. Stade Rennes, Herthę Berlin, Hamburger SV oraz Szachtara Donieck, zespół trenowany przez ojca Răzvana, byłego selekcjonera reprezentacji Rumunii, Mirceę Lucescu. W tym samym sezonie Rapid zdobył pierwszy od czterech lat Puchar Rumunii.
Na dwie kolejki przed zakończeniem kolejnych rozgrywek (2006–2007), kiedy Rapid zajmował w tabeli czwarte miejsce, Lucescu – bez podania przyczyny – złożył rezygnację. W tym sezonie klub awansował do fazy grupowej Pucharu UEFA oraz zdobył – drugi raz z rzędu – Puchar Rumunii.
Niedługo potem Lucescu przyjął propozycję z występującego w drugiej lidze FC Brașov, w którym zaczynał pracę szkoleniową. Po roku awansował z nim do ekstraklasy, w której następnie zajął dziewiąte miejsce.

### 2009–2011: reprezentacja Rumunii
| Mecze reprezentacji Rumunii pod wodzą Răzvana Lucescu (2009–2011) | Mecze reprezentacji Rumunii pod wodzą Răzvana Lucescu (2009–2011) | Mecze reprezentacji Rumunii pod wodzą Răzvana Lucescu (2009–2011) | Mecze reprezentacji Rumunii pod wodzą Răzvana Lucescu (2009–2011) | Mecze reprezentacji Rumunii pod wodzą Răzvana Lucescu (2009–2011) | Mecze reprezentacji Rumunii pod wodzą Răzvana Lucescu (2009–2011) | Mecze reprezentacji Rumunii pod wodzą Răzvana Lucescu (2009–2011) |
| Data                                                              | Przeciwnik                                                        | Z-R-P                                                             | Wynik                                                             | Stadion                                                           | Rozgrywki                                                         |                                                                   |
| 2009                                                              | 2009                                                              | 2009                                                              | 2009                                                              | 2009                                                              | 2009                                                              | 2009                                                              |
| ----------------------------------------------------------------- | ----------------------------------------------------------------- | ----------------------------------------------------------------- | ----------------------------------------------------------------- | ----------------------------------------------------------------- | ----------------------------------------------------------------- | ----------------------------------------------------------------- |
| 6 czerwca 2009                                                    | Litwa                                                             | Z                                                                 | 1–0                                                               | Stadion Sūduva, Mariampol                                         | El. do Mundialu 2010                                              |                                                                   |
| 12 sierpnia 2009                                                  | Węgry                                                             | Z                                                                 | 1–0                                                               | Stadion im. Ferenca Puskása, Budapeszt                            | Mecz towarzyski                                                   |                                                                   |
| 5 września 2009                                                   | Francja                                                           | R                                                                 | 1–1                                                               | Stade de France, Saint-Denis                                      | El. do Mundialu 2010                                              |                                                                   |
| 9 września 2009                                                   | Austria                                                           | R                                                                 | 1–1                                                               | Stadion Ghencea, Bukareszt                                        | El. do Mundialu 2010                                              |                                                                   |
| 10 października 2009                                              | Serbia                                                            | P                                                                 | 0–5                                                               | Stadion Crvena zvezda, Belgrad                                    | El. do Mundialu 2010                                              |                                                                   |
| 14 października 2009                                              | Wyspy Owcze                                                       | Z                                                                 | 3–1                                                               | Stadion Ceahlăul, Piatra Neamț                                    | El. do Mundialu 2010                                              |                                                                   |
| 14 listopada 2009                                                 | Polska                                                            | Z                                                                 | 1–0                                                               | Stadion Wojska Polskiego, Warszawa                                | Mecz towarzyski                                                   |                                                                   |
| 2010                                                              |                                                                   |                                                                   |                                                                   |                                                                   |                                                                   |                                                                   |
| 3 marca 2010                                                      | Izrael                                                            | P                                                                 | 0–2                                                               | Stadion Dan Păltinișanu, Timișoara                                | Mecz towarzyski                                                   |                                                                   |
| 29 maja 2010                                                      | Ukraina                                                           | P                                                                 | 2–3                                                               | Stadion Ukraina, Lwów                                             | Mecz towarzyski                                                   |                                                                   |
| 2 czerwca 2010                                                    | Macedonia Północna                                                | P                                                                 | 0–1                                                               | Stadthalle, Villach (Austria)                                     | Mecz towarzyski                                                   |                                                                   |
| 5 czerwca 2010                                                    | Honduras                                                          | Z                                                                 | 3–0                                                               | Jacques Lemans Arena, Sankt Veit an der Glan (Austria)            | Mecz towarzyski                                                   |                                                                   |
| 11 sierpnia 2010                                                  | Turcja                                                            | P                                                                 | 0–2                                                               | Fenerbahçe Şükrü Saracoğlu, Stambuł                               | Mecz towarzyski                                                   |                                                                   |
| 3 września 2010                                                   | Albania                                                           | R                                                                 | 1–1                                                               | Stadion Ceahlăul, Piatra Neamț                                    | El. do Euro 2012                                                  |                                                                   |
| 7 września 2010                                                   | Białoruś                                                          | R                                                                 | 0–0                                                               | Stadion Dynama Mińsk, Mińsk                                       | El. do Euro 2012                                                  |                                                                   |
| 9 października 2010                                               | Francja                                                           | P                                                                 | 0–2                                                               | Stade de France, Saint-Denis                                      | El. do Euro 2012                                                  |                                                                   |
| 17 listopada 2010                                                 | Włochy                                                            | R                                                                 | 1–1                                                               | Hypo-Arena, Klagenfurt (Austria)                                  | Mecz towarzyski                                                   |                                                                   |
| 2011                                                              |                                                                   |                                                                   |                                                                   |                                                                   |                                                                   |                                                                   |
| 8 lutego 2011                                                     | Ukraina                                                           | Z                                                                 | 2–2 (k. 4–2)                                                      | Stadion Miejski, Paralimni (Cypr)                                 | Mecz towarzyski                                                   |                                                                   |
| 9 lutego 2011                                                     | Cypr                                                              | Z                                                                 | 1–1 (k. 5–4)                                                      | Stadion Miejski, Paralimni (Cypr)                                 | Mecz towarzyski                                                   |                                                                   |
| 26 marca 2011                                                     | Bośnia i Hercegowina                                              | P                                                                 | 1–2                                                               | Bilino Polje, Zenica                                              | El. do Euro 2012                                                  |                                                                   |
| 29 marca 2011                                                     | Luksemburg                                                        | Z                                                                 | 3–1                                                               | Stadion Ceahlăul, Piatra Neamț                                    | El. do Euro 2012                                                  |                                                                   |
| 3 czerwca 2011                                                    | Bośnia i Hercegowina                                              | Z                                                                 | 3–0                                                               | Stadion Giulești-Valentin Stănescu, Bukareszt                     | El. do Euro 2012                                                  |                                                                   |

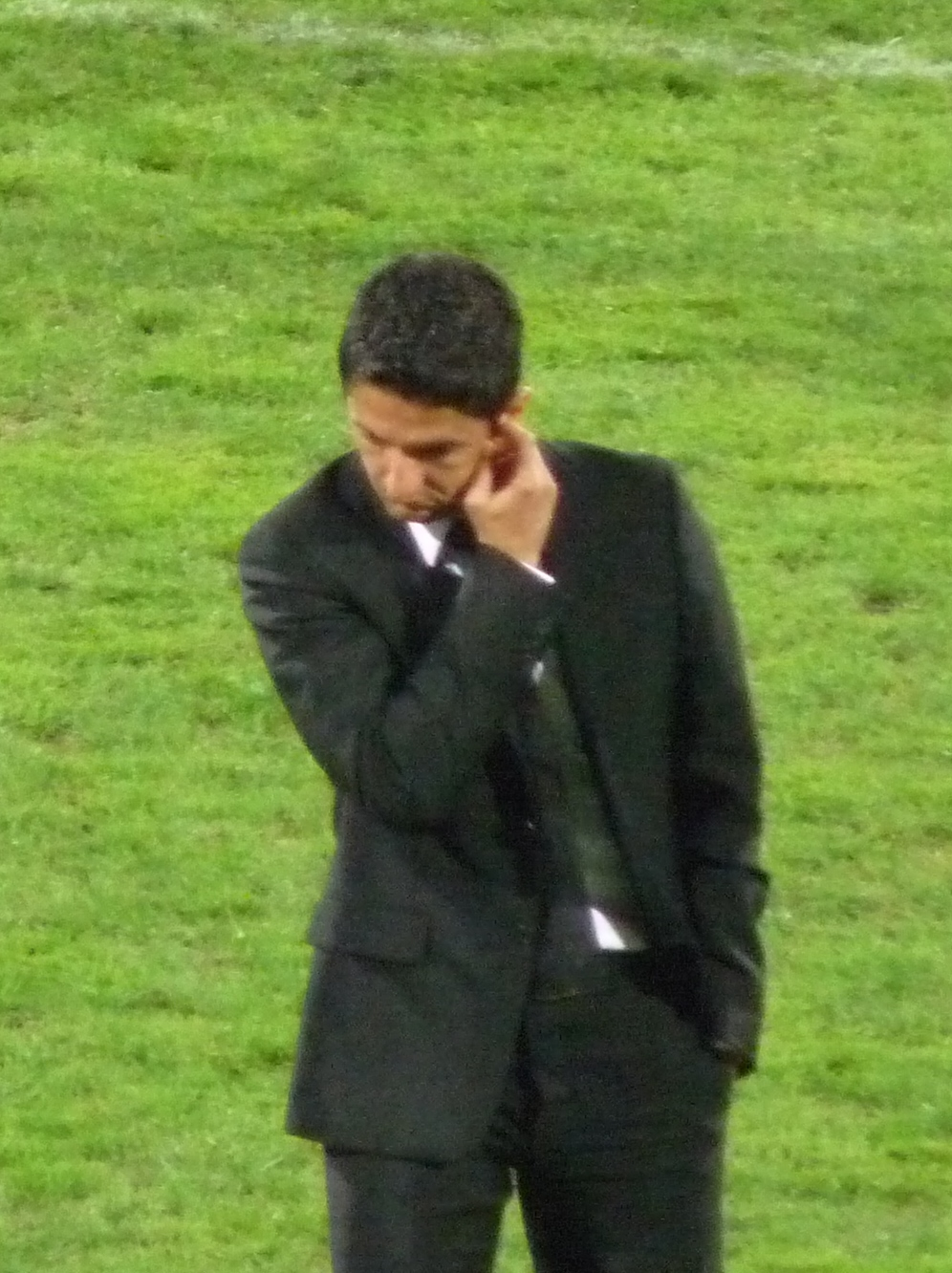
Selekcjoner Lucescu, 2009

W kwietniu 2009 40–letni Lucescu zastąpił Victora Pițurcă na stanowisku selekcjonera reprezentacji Rumunii. Do sztabu szkoleniowego wprowadził byłego reprezentacyjnego bramkarza Bogdana Steleę; drugi z jego asystentów, Ștefan Iovan, był współpracownikiem Pițurcă i utrzymał swoje stanowisko. Lucescu przejął drużynę w połowie eliminacji do Mundialu 2010 i nie zdołał odrobić strat poniesionych w okresie pracy jego poprzednika. Kiedy przejmował drużynę, Rumunia zajmowała przedostatnie miejsce w tabeli. Za jego kadencji przegrała m.in. 0:5 z Serbią i zremisowała z Francją oraz Austrią. Wyniki te nie przyczyniły się do poprawy sytuacji drużyny, przez co utrzymała ona pozycję w tabeli. Została wówczas wyprzedzona m.in. przez Austrię i Litwę.
Jednak w eliminacjach do Euro 2012 już samodzielnie odpowiadał za wyniki zespołu; prowadził go w sześciu meczach, w których Rumuni wygrali tylko z Luksemburgiem (3:1) i Bośnią i Hercegowiną (3:0), pozostałe spotkania remisując (z Albanią i Białorusią) lub przegrywając (z Francją i Bośnią). Do słabych meczów o punkty doszły porażki w spotkaniach towarzyskich z niżej notowanymi przeciwnikami, m.in. Izraelem i Macedonią. Dodatkowo kilku kluczowych zawodników kadry (Cristian Chivu, Cosmin Contra i Mirel Rădoi) postanowiło w tym okresie zakończyć kariery reprezentacyjne, a inni – jak doświadczony bramkarz Bogdan Lobonț – zostali od niej odsunięci przez selekcjonera.
Lucescu podał się do dymisji 4 czerwca 2011, dzień po tym jak jego drużyna wygrała 3:0 z Bośnią. Nie podał przyczyn rezygnacji. W momencie, w którym odchodził, Rumunia znajdowała się na czwartym miejscu w tabeli kwalifikacji Euro ze stratą pięciu punktów do lidera. Bilans jego dwuletniej kadencji zamknął się na 21 meczach (9–5–7). Kiedy w kwietniu 2009 przejmował obowiązki selekcjonera drużyna narodowa zajmowała 28. miejsce w rankingu FIFA; Lucescu zostawił ją na pozycji 42.

### Od 2011: Rapid Bukareszt i El Jaish SC
Już kilka godzin po złożeniu dymisji z funkcji selekcjonera reprezentacji ogłosił, że przyjął ofertę prowadzenia Rapidu Bukareszt. Sezon 2011–2012 klub zaczął od dwu zwycięstw ligowych.
W sierpniu zaś w grach II rundy kwalifikacyjnej Ligi Europy zmierzył się ze Śląskiem Wrocław. Przed pierwszym spotkaniem dziennikarz gazety "Gandul" napisał, że największą gwiazdą Rapidu jest właśnie jej trener, którego największą zaletą jest to, że "potrafi stworzyć świetną atmosferę w drużynie oraz utrzymuje dobre stosunki z piłkarzami". Rapid wygrał dwumecz (3:1 i 1:1) i awansował do rundy grupowej Ligi Europy. Zagrał w niej z PSV Eindhoven, Hapoelem Tel Awiw i inną drużyną z Polski, Legią Warszawa. Po jednym zwycięstwie (z Hapoelem) i pięciu porażkach drużyna Lucescu zakończyła rozgrywki na ostatnim, czwartym miejscu w grupie. Natomiast w lidze po rundzie jesiennej zajmowała trzecie miejsce, ze stratą trzech punktów do liderującego Dinama.
Na koniec sezonu klub był dopiero czwarty, dzięki czemu zapewnił sobie tylko start w eliminacjach do Ligi Europy. Niesatysfakcjonujący wynik zanotował także w rozgrywkach o Puchar Rumunii, gdzie w finale uległ 0:1 Dinamu Bukareszt. Lucescu nie przedłużył więc kontraktu z Rapidem i w czerwcu 2012 odszedł do katarskiego klubu El Jaish SC, gdzie pracował do stycznia 2014 roku. Od marca do września 2014 pracuje w klubie Petrolul Ploiesti, następnie do maja 2017 roku w greckim AO Xanthi. W sierpniu 2017 zaczyna pracę w PAOK Saloniki, gdzie pracuje do kończa czerwca 2019. Od lipca 2019 przechodzi do saudyjskiego klubu Al-Hilal Riad.

## Sukcesy
| Kariera piłkarska - Rapid Bukareszt: - mistrzostwo Rumunii 2003 - Național Bukareszt: - wicemistrzostwo Rumunii 1997 | Kariera szkoleniowa - Rapid Bukareszt: - Puchar Rumunii 2006 i 2007 - finał Pucharu Rumunii 2012 - wicemistrzostwo Rumunii: 2005–2006 - ćwierćfinał Pucharu UEFA 2005–2006 - awans do fazy grupowej Pucharu UEFA 2006–2007 - awans do fazy grupowej Ligi Europy 2011–2012 - FC Brașov: - awans do ekstraklasy w sezonie 2007–2008 - El Jaish: - Qatar Stars Cup: 2012–2013 - wicemistrzostwo Kataru: 2013–2014 - Skoda Ksanti: - finał Puchar Grecji: 2014–2015 - PAOK Saloniki: - Puchar Grecji: 2018 i 2019 - mistrzostwo Grecji: 2018–2019, 2023–2024 - wicemistrzostwo Grecji: 2017–2018, 2021–2022 - Al-Hilal: - Azjatycka Liga Mistrzów: 2019 - mistrzostwo Arabii Saudyjskiej: 2019–2020 |